# Баярак
Баяра́к (рос. Баярак) — село у складі Білозерського району Курганської області, Росія. Адміністративний центр Баярацької сільської ради.
Населення — 272 особи (2010, 385 у 2002).